# Ligúria (província romana)
Ligúria va ser una província i una regió del nord d'Itàlia a la costa nord de la mar Tirrena. No se sap quan els lígurs van obtenir la ciutadania romana. Se suposa que potser van obtenir aquest privilegi al mateix temps que les ciutats de la Gàl·lia Cisalpina (89 aC), però les tribus muntanyenques, fins i tot en temps de Plini el Vell, tenien només la ciutadania llatina. Tenia el riu Varus a l'oest i el Macra a l'est; els Alps Marítims i els Apenins al nord fins al riu Padus. El riu Trebia, afluent del Padus, formava el seu límit amb la Gàl·lia Cispadana.
Quan August va dividir Itàlia en regions, Ligúria va formar la novena regió, i els seus límits a l'est. i al nord-oest sembla que es van mantenir sense canvis durant tot l'Imperi Romà. Però els Alps Cotians, que en temps d'August constituïen un districte separat i tenien governants propis, tot i que depenien de Roma, i des del regnat de Neró fins al de Constantí, formaven una província separada, van ser incorporats pel mateix Constantí a la Ligúria. Tota la regió va passar a ser coneguda com Alpes Cottiae, i el nom de Ligúria es va traslladar (se n'ignoren els motius) a l'onzena regió, o Gàl·lia Transpadana. Alguns autors tardans quan parlen de Mediolanum i Ticinum diuen que eren ciutats de Ligúria, mentre que la veritable terra dels lígurs havia perdut per complet aquesta denominació i només era coneguda com «la província dels Alps Cotians». Segurament molt abans d'aquest canvi els lígurs ja havien d'haver perdut la consciència de la seva nacionalitat i es van barrejar amb els altres súbdits italians de Roma.

## Geografia[1]
Noms dels rius principals de Ligúria, que no eren molt importants: 
- El Macra (Magra)
- El Varus (Var)
- El Rutuba (Roja)
- El Paulo (Pailione)
- El Tavia (Taggia)
- El Merula (Merula)
- El Procifera  (Polcevera)
- El Feritor (Bisagno)
- El Entella (Lavagna)
- El Boactes (Vara, afluent del Magra)
- El Tanarus (Tanaro)
- El Stura
- El Trebia.

Les ciutats principals van ser:
- Libarna
- Dertona (Tortona)
- Iria (Voghera)
- Barderate
- Industria
- Pol·lència (Polenza)
- Carrea Potentia
- Forum Fulvii o Valentinum (Valenza)
- Augusta Vagiennorum (Bene)
- Alba Pompeia (Alba])
- Asta (Asti)
- Aquae Statiellae (Acqui)
- Augusta Taurinorum (Torí)
- Forum Vibii
- Òcelum (Uxeau)
- Segusio (Susa), probablement ciutat dels gals
- Clastídium (Casteggio)
- Ceba (Ceva)

A la costa:
- Nicaea (Niça)
- Cemenelium (Cimiez)
- Portus Herculis Monoeci (Mònaco)
- Albium Intermelium (Vintimiglia)
- Albium Ingaunum (Albenga)
- Vada Sabbata (Savona)
- Genua (Gènova)
- Portus Delfini (Porto Fino)
- Tigullia (probablement Tregoso, prop de Sestri)
- Segesta (probablement Sestri)
- Portus Veneris (Porto Venere)
- Portus Ericis (Lerici)
- Portus Lunae (Luna).